# International Boxing Organization
International Boxing Organization (IBO) – organizacja, która sankcjonuje walki boksu zawodowego, prowadzi rankingi oraz przyznaje tytuły mistrzowskie.
IBO Powstała w 1993 roku na Florydzie z inicjatywy Eda Levine'a - prezesa i lidera organizacji. Aktualnym mistrzem wagi ciężkiej IBO jest Ołeksandr Usyk. 
Polscy bokserzy odnoszący sukcesy w walkach kontraktowanych przez IBO:
- Przemysław Saleta - interkontynentalny mistrz wagi ciężkiej z 1999 roku .
- Jacek Bielski
- Tomasz Adamek - mistrz wagi junior ciężkiej z 2007 roku.
- Mateusz Masternak - interkontynentalny mistrz wagi junior ciężkiej z 2010 roku.
- Piotr Wilczewski - międzynarodowy mistrz wagi superśredniej z 2010 roku.
- Andrzej Fonfara - mistrz wagi półciężkiej z 2012 roku.

## Obecni mistrzowie organizacji IBO
Stan na 21 marca 2025.

### Mężczyźni
| Kategoria                   | Mistrz             | Początek panowania   | Dni   |
| --------------------------- | ------------------ | -------------------- | ----- |
| słomkowa (105 lbs)          | Wakat              | Wakat                | Wakat |
| junior musza (108 lbs)      | Wakat              | Wakat                | Wakat |
| musza (112 lbs)             | Jackson Chauke     | 27 stycznia 2024     | 419   |
| junior kogucia (115 lbs)    | Ricardo Malajika   | 2 września 2023      | 566   |
| kogucia (118 lbs)           | Wakat              | Wakat                | Wakat |
| junior piórkowa (122 lbs)   | Shabaz Masoud      | 2 listopada 2024     | 139   |
| piórkowa (126 lbs)          | Dayan Gonzalez     | 6 grudnia 2024       | 105   |
| junior lekka (130 lbs)      | Anthony Cacace     | 24 września 2022     | 909   |
| lekka (135 lbs)             | Wakat              | Wakat                | Wakat |
| junior półśrednia (140 lbs) | Zhankosz Turarow   | 21 marca 2023        | 731   |
| półśrednia (147 lbs)        | Tulani Mbenge      | 19 października 2024 | 153   |
| junior średnia (154 lbs)    | Uisma Lima         | 12 grudnia 2024      | 99    |
| średnia (160 lbs)           | Chris Eubank Jr    | 12 października 2024 | 160   |
| superśrednia (168 lbs)      | Osleys Iglesias    | 9 grudnia 2022       | 1553  |
| półciężka (175 lbs)         | Artur Bietierbijew | 12 października 2024 | 160   |
| junior ciężka (200 lbs)     | Yves Ngabu         | 9 września 2023      | 559   |
| ciężka (200+ lbs)           | Ołeksandr Usyk     | 25 września 2021     | 1273  |

### Kobiety
| Kategoria                   | Mistrz             | Początek panowania | Dni   |
| --------------------------- | ------------------ | ------------------ | ----- |
| słomkowa (105 lbs)          | Sarah Bormann      | 21 maja 2022       | 1035  |
| junior musza (108 lbs)      | Nina Radovanović   | 23 marca 2024      | 363   |
| musza (112 lbs)             | Marie Connan       | 27 kwietnia 2024   | 328   |
| junior kogucia (115 lbs)    | Wakat              | Wakat              | Wakat |
| kogucia (118 lbs)           | Amanda Galle       | 10 grudnia 2023    | 467   |
| junior piórkowa (122 lbs)   | Mea Motu           | 27 kwietnia 2023   | 694   |
| piórkowa (126 lbs)          | Amanda Serrano     | 25 marca 2021      | 1457  |
| junior lekka (130 lbs)      | Alycia Baumgardner | 13 listopada 2021  | 1224  |
| lekka (135 lbs)             | Caroline Dubois    | 30 września 2023   | 538   |
| junior półśrednia (140 lbs) | Katie Taylor       | 20 maja 2023       | 671   |
| półśrednia (147 lbs)        | Lauren Price       | 11 maja 2024       | 314   |
| junior średnia (154 lbs)    | Femke Hermans      | 12 grudnia 2022    | 830   |
| średnia (160 lbs)           | Wakat              | Wakat              | Wakat |
| superśrednia (168 lbs)      | Wakat              | Wakat              | Wakat |
| półciężka (175 lbs)         | Wakat              | Wakat              | Wakat |
| junior ciężka (200 lbs)     | Wakat              | Wakat              | Wakat |
| ciężka (200+ lbs)           | Wakat              | Wakat              | Wakat |